# Present (토이의 음반)
《Present》는 대한민국의 1인 프로젝트 음악 그룹 토이의 세 번째 정규앨범으로, 가난한 남자가 사랑하는 여자를 위해 열심히 일을 해서 선물을 마련하지만 결국 그녀가 그의 곁을 떠난다는 이야기를 담은 컨셉앨범이다.

## 수록곡
전체 작곡: 유희열
| #             | 제목                                            | 작사          | 보컬              | 재생 시간 |
| ------------- | ----------------------------------------------- | ------------- | ----------------- | --------- |
| 1.            | 〈선물 Part I.〉 (melody...)                    |               |                   | 4:35      |
| 2.            | 〈바램〉                                        | 유희열        | 변재원            | 4:53      |
| 3.            | 〈고백〉                                        | 유희열        | 이재형            | 4:23      |
| 4.            | 〈넌 어떠니 ?!〉                                | 유희열        | 조규찬            | 4:34      |
| 5.            | 〈애주가〉 (愛酒歌)                             | 유희열        | 이철민, 최진우    | 3:26      |
| 6.            | 〈외로움〉 (이혼한 부모님을 가진 아이들에게...) | 유희열        | 조삼희            | 4:51      |
| 7.            | 〈다시 시작하기〉                               | 유희열        | 변재원            | 4:52      |
| 8.            | 〈선물 Part II.〉 (memory...)                   | 유희열        | 박용준            | 4:00      |
| 9.            | 〈말다툼〉                                      | 유희열        | 유희열            | 3:12      |
| 10.           | 〈마지막 로맨티스트〉                           | 유희열        | 신해철            | 4:17      |
| 11.           | 〈선물 Part III.〉 (Story...)                   | 유희열        | 유희열 (나레이션) | 4:35      |
| 12.           | 〈스무살 너의 이야기〉                          | 유희열        | 유희열            | 5:00      |
| 총 재생 시간: | 총 재생 시간:                                   | 총 재생 시간: | 총 재생 시간:     | 52:37     |

## 참여
이 목록은 해당 앨범의 부클릿 〈staff〉목록에서 발췌하였다.
| 토이 - 유희열 - 프로듀서, 디렉터, 편곡(1~12), 보컬(9, 12), 피아노(3, 5, 6, 12), 건반(3, 4, 6~10, 12), 리듬 프로그래밍(4, 8), 큰 북/작은 북/캐스터네츠/트라이앵글/탬버린/심벌즈(5), 백 보컬(9), 멜로디언(12) 참여 음악인 - 함춘호 - 스틸 기타(2, 7), 스틸 전기 기타(3), 나일론 기타(4, 10), 기타(6), 전기 기타(7) - 박영용 - 타악기(2, 3, 6, 7) - 김영석 - 드럼(3, 6, 7) - 신현권 - 베이스 기타(3, 6) - 김원용 - 색소폰(3, 4, 10) - 이지연 - 보코더 목소리(3), 바이올린(5) - 정원영 - 보코더(3), 피아노(10), 오르간(10) - 조규찬 - 백 보컬(3, 4, 6, 8, 10) - 이태윤 - 베이스 기타(4, 7, 9) - 조은주 - 컴퓨터 오퍼레이터(4, 8) - 박용준 - 건반(6, 7), 피아노(7) - 김효수, 원현정 - 백 보컬(7) - 강수호 - 드럼(9) - Sam Lee - 전자 나일론 기타(9) - 이상훈 - 드럼(10) - 서영도 - 베이스(10) - 조삼희 - 전기 기타(10), 스틸 기타(12) - 런던 필하모닉 오케스트라(1, 2, 7, 11) - Grahame Maclean - 지휘, 음악 디렉터, 편곡 - Diana Cummings, Tina Gruenberg, Ctherine Craig, Geoffret Lynn, Robert Pool, Andrew Thurgood, Ashley Stevens, Bjorn Petersen - 1st 바이올린 - Gina Beukes, Geoffrey Price, Joseph Maher, Fiona Higham, David McLaren, Peter Mayers - 2nd 바이올린 - Nobert Brown, Robert Duncan, Naomi Brown, Stephen Gorringe - 비올라 - Robert Truman, Bridgen Evans, Laura Donoghue, Susan Sutherley - 첼로 - Richard Lewis, Laurence Lovelle - 더블 베이스 - Celia Chambers - 플루트 - Ian Hardwick - 오보에 - Robert Hil - 클라리넷 - Nicholas Busch, Gareth Mollinson - 호른 - Rachel Masters - 하프 - Simon Hale - 피아노 - John Parricelli - 기타 - Phil Mulford - 베이스 - Brett Morgan - 드럼 | 객원보컬(녹음 날짜) - 최진우(1997년 10월 2일) - 조규찬(9월 20일, 27일, 29일) - 이재형(8월 11일) - 조삼희(8월 11일) - 이철민(9월 16일) - 신해철(7월 25일) - 박용준(9월 26일) - 변재원(10월 2일, 3일) 스탭 - Gregory K. Squires - 프로듀서, 디렉터 - 노양수 - 믹싱, 녹음 기술 - Michael Sheady - 기술 - 엄현우 - 보조 기술, 녹음 기술 - 김경환 - 보조 기술 - Richard Price - 디지털 에디트 - 정우용, 양기영 - 프로젝트 디렉터 - 정동인 - 매니지먼트 - 고희정 - 마스터링 - 삼성뮤직 - 이그제큐티브 프로듀서 - 안성진 - 사진 - Sunny Kang - 사진(로케이션) - 김호선 - 사진(스튜디오) - 이시연, 진소라 - 코디네이터 - ooYnuyHij with Jam - 아트 디렉터, 디자인 |